# Discographie d'Alexandra Stan
La discographie d'Alexandra Stan, une chanteuse roumaine, se compose de quatre album studio, de vingt et un singles et trente vidéoclips.

## Albums studio
| Saxobeats                                                             | - Released: 24 August 2011 - Label: Columbia - Formats: CD, digital download                    | 25 | 27 | 76 | 29 | 39 | 15  | 24 | - JPN: 68,245 |
| Unlocked                                                              | - Released: 27 August 2014 - Label: Roton, Victor Entertainment - Formats: CD, digital download | —  | —  | —  | —  | —  | 21  | —  | - JPN: 17,045 |
| Alesta                                                                | - Released: 9 March 2016 - Label: Global Records - Formats: CD, Digital download                | —  | —  | —  | —  | —  | 34  | —  |               |
| Mami                                                                  | - Released: 25 April 2018 - Label: Alexandra Stan, Victor - Formats: CD, Digital download       | —  | —  | —  | —  | —  | 119 | —  |               |
| "—" signifie que l'album n'a pas été classé ou distribué dans le pays |                                                                                                 |    |    |    |    |    |     |    |               |

## Singles
| Année | Chanson                                 | Meilleure position | Meilleure position | Meilleure position | Meilleure position | Meilleure position | Meilleure position | Meilleure position | Meilleure position | Meilleure position | Meilleure position | Meilleure position | Meilleure position | Meilleure position | Album              | Certification |
| Année | Chanson                                 | AUS                | AUT                | CAN                | FIN                | FRA                | ALL                | ITA                | ESP                | SUI                | R-U                | É-U                | RO                 | JAP                | Album              | Certification |
| ----- | --------------------------------------- | ------------------ | ------------------ | ------------------ | ------------------ | ------------------ | ------------------ | ------------------ | ------------------ | ------------------ | ------------------ | ------------------ | ------------------ | ------------------ | ------------------ | --- |
| 2009  | Lollipop (Param Pam Pam)                | —                  | —                  | —                  | —                  | —                  | —                  | —                  | —                  | —                  | —                  | —                  | 18                 |                    | Saxobeats          | - |
| 2010  | Mr. Saxobeat                            | 19                 | 1                  | 25                 | 2                  | 6                  | 1                  | 1                  | 3                  | 1                  | 3                  | 21                 | 1                  | 9                  | Saxobeats          | - Australie : Platine - Autriche : Or - Allemagne : Platine - Italie : Double platine - Espagne : Or - Suède : Platine - Suisse : Double platine |
| 2011  | Get Back (ASAP)                         | —                  | 27                 | —                  | 8                  | 19                 | 61                 | 24                 | 25                 | 23                 | 56                 | —                  | 4                  | —                  | Saxobeats          | - |
| 2011  | One Million (featuring Carlprit)        | —                  | —                  | —                  | —                  | —                  | —                  | 37                 | 21                 | —                  | —                  | —                  | 13                 | —                  | Saxobeats          | - |
| 2012  | Lemonade                                | —                  | —                  | —                  | —                  | —                  | —                  | 20                 | —                  | —                  | —                  | —                  | 12                 | 27                 | Cliché (Hush Hush) | - |
| 2012  | Cliche (Hush Hush)                      | —                  | —                  | —                  | —                  | —                  | —                  | 22                 | —                  | —                  | —                  | —                  | 42                 | —                  | Cliché (Hush Hush) | - |
| 2013  | All my people (vs Manilla Maniacs)      | —                  | —                  | —                  | —                  | —                  | —                  | —                  | —                  | —                  | —                  | —                  | 36                 | —                  | Cliché (Hush Hush) | - |
| 2014  | Thanks For Leaving                      | —                  | —                  | —                  | —                  | —                  | —                  | —                  | —                  | —                  | —                  | —                  | 22                 | —                  | Unlocked           | - |
| 2014  | Cherry Pop                              | —                  | —                  | —                  | —                  | —                  | —                  | —                  | —                  | —                  | —                  | —                  | 37                 | 49                 | -                  | |
| 2014  | Dance                                   | —                  | 70                 | —                  | —                  | —                  | —                  | —                  | —                  | —                  | —                  | —                  | 44                 | 15                 | -                  | |
| 2014  | Give Me Your Everything                 | —                  | —                  | —                  | —                  | —                  | —                  | —                  | —                  | —                  | —                  | —                  | —                  | —                  | -                  | |
| 2014  | Vanilla Chocolate (featuring Connect-R) | —                  | —                  | —                  | —                  | —                  | —                  | —                  | —                  | —                  | —                  | —                  | —                  | 9                  | -                  | |
| 2015  | We Wanna (featuring Inna)               | —                  | —                  | —                  | —                  | —                  | —                  | —                  | —                  | —                  | —                  | —                  | -                  | -                  | Alesta             | - |
| 2016  | I Did It, Mama!                         | —                  | 31                 | —                  | —                  | —                  | 17                 | —                  | —                  | 31                 | —                  | —                  | -                  | -                  | -                  | |
| 2016  | Balans (featuring Mohombi)              | —                  | —                  | —                  | —                  | —                  | —                  | —                  | —                  | —                  | —                  | —                  | -                  | -                  | -                  | |
| 2016  | Écoute (feat Havana)                    | —                  | —                  | —                  | —                  | —                  | —                  | —                  | —                  | —                  | —                  | —                  | -                  | -                  | -                  | |
| 2016  | Boom Pow                                | —                  | —                  | —                  | —                  | —                  | —                  | —                  | —                  | —                  | —                  | —                  | -                  | -                  | -                  | |
| 2017  | 9 Lives (featuring Jahmmi)              | —                  | —                  | —                  | —                  | —                  | —                  | —                  | —                  | —                  | —                  | —                  | -                  | -                  | -                  | |
| 2017  | Boy Oh Boy                              | —                  | —                  | —                  | —                  | —                  | —                  | —                  | —                  | —                  | —                  | —                  | -                  | -                  | Mami               | - |
| 2017  | Noi Doi                                 | —                  | —                  | —                  | —                  | —                  | —                  | —                  | —                  | —                  | —                  | —                  | -                  | -                  | Mami               | - |
| 2018  | Mami                                    | —                  | —                  | —                  | —                  | —                  | —                  | —                  | —                  | —                  | —                  | —                  | -                  | -                  | Mami               | - |

### Participations
| Year | Song                                                          | Album        |
| ---- | ------------------------------------------------------------- | ------------ |
| 2013 | Baby, it's OK (Follow Your Instinct featuring Alexandra Stan) | Alesta       |
| 2014 | Inima de Gheata (Trupa Zero featuring Alexandra Stan)         | —            |
| 2014 | Set Me Free (DJ Andi featuring Alexandra Stan)                | Unlocked     |
| 2015 | Motive (Dorian featuring Alexandra Stan)                      | Alesta       |
| 2016 | Au gust zilele (Criss Blaziny featuring Alexandra Stan)       | Poetul mării |
| 2016 | Ciao (Whitesound featuring Alexandra Stan)                    | —            |
| 2017 | Synchronize (Alex Parker featuring Alexandra Stan)            | —            |
| 2017 | Siempre Tú (Axel Muñiz featuring Alexandra Stan)              | —            |
| 2017 | Save the Night (Monoir featuring Alexandra Stan)              | —            |
| 2018 | Miami (Manuel Riva featuring Alexandra Stan)                  | —            |
| 2018 | Ocean (8KO featuring Alexandra Stan)                          | —            |

## Albums vidéo
| Titre                       | Détail                                                                      | Charts |
| Titre                       | Détail                                                                      | JPN    |
| --------------------------- | --------------------------------------------------------------------------- | ------ |
| The Collection              | - Released: 19 August 2015 - Label: Victor Entertainment - Formats: DVD     | 209    |
| Best of Club Hits 2015-2016 | - Released: 27 January 2016 - Label: AV8 Music Entertainment - Formats: DVD | 144    |

## Clipographie
| Titre                              | Année | Réalisateur                                   | Album Vidéo     |
| ---------------------------------- | ----- | --------------------------------------------- | --------------- |
| Lollipop (Param Pam Pam)           | 2009  |                                               | The Collection  |
| Mr. Saxobeat                       | 2010  | Iulian Moga                                   | The Collection  |
| Get Back (ASAP)                    | 2011  | Iulian Moga                                   | The Collection  |
| Get Back (ASAP) [Maanstudio remix] | 2011  | Ciprian Strugariu                             | The Collection  |
| 1.000.000                          | 2011  | Iulian Moga                                   | The Collection  |
| Lemonade                           | 2012  | Iulian Moga                                   | The Collection  |
| Cliché (Hush Hush)                 | 2012  | Iulian Moga                                   | The Collection  |
| All My People                      | 2013  | Ilarionov Borisov                             | The Collection  |
| Baby, It's OK!                     | 2013  |                                               | Non-album video |
| Thanks for Leaving                 | 2014  | Khaled Mokhtar                                | The Collection  |
| Cherry Pop                         | 2014  | Khaled Mokhtar                                | The Collection  |
| Inimă de Gheață                    | 2014  | Khaled Mokhtar                                | Non-album video |
| Dance                              | 2014  | Khaled Mokhtar                                | The Collection  |
| Give Me Your Everything            | 2014  | Vlad Feneșan                                  | The Collection  |
| Vanilla Chocolat                   | 2014  | Alexandra Stan / The Architect                | The Collection  |
| We Wanna                           | 2015  | Khaled Mokhtar / David Gal / Dimitri Caceaune | Non-album video |
| Motive                             | 2015  | Ionut Trandafir                               | Non-album video |
| I Did It, Mama!                    | 2015  | Bogdan Daragiu                                | Non-album video |
| Balans                             | 2016  | Inconnu                                       | Non-album video |